# To His Coy Mistress
To His Coy Mistress (auf Deutsch: An seine spröde Geliebte, An seine stumme Geliebte usw.) ist ein libertinäres Gedicht des englischen Schriftstellers und Politikers Andrew Marvell (1621–1678), das während oder kurz vor Oliver Cromwells Herrschaft über das Land Mitte des 17. Jahrhunderts entstand. Das Gedicht ist trotz des Puritanismus seines Autors und seiner Kürze im Bereich der Poesie eines der stärksten Plädoyers für die epikureische Philosophie des carpe diem in der Tradition des französischen Dichters Pierre de Ronsard (1524–1585).
Marvell verfasste das Gedicht wahrscheinlich, bevor er Minister in der Regierung Cromwells wurde, und der Text wurde zu seinen Lebzeiten nicht veröffentlicht.

## Zusammenfassung
Die Aussage des Gedichts ist offen und direkt: Der Erzähler wendet sich an seine Geliebte und versucht, sie zu überreden, mit ihm Sex zu haben. In der reinsten Tradition der metaphysischen Dichtung beginnt er mit einem Witz, in dem er behauptet, dass er, wenn ihm Ewigkeit und Reichtum gegeben wären, eine beträchtliche Zeit damit verbringen würde, ihr den Hof zu machen und ihr Lob zu singen. Die Zeit sei jedoch der Feind der Liebenden. Wenn sie ihre Liebe nicht vollendeten, würden sie alt und sterben: Anstatt von ihrem Geliebten penetriert zu werden und so ihre Jungfräulichkeit zu verlieren, würde die junge Frau schließlich penetriert und von Würmern gefressen in einem einsamen Grab enden, wo es an Liebe fehle. Daher, so folgert der Erzähler, sollten die Liebenden all ihre Kräfte in einem einzigen, intensiven und leidenschaftlichen Sexualakt vereinen: Wenn sie schon nicht der Zeit entfliehen könnten, so könnten sie zumindest die ihnen zur Verfügung stehende Zeit optimal nutzen.

## Analyse
Das Gedicht zeichnet sich durch einen befreiten und expliziten Umgang mit dem Thema Sexualität, eine perfekte Kontrolle von Ton und Rhythmus sowie durch seine Kürze und präzise Wortwahl aus. Marvell, selbst ein Puritaner, war ein enger Freund von John Milton (1608–1674) und orientiert sich hier dennoch an Gedichten aus der Zeit von Jakob I. (1566–1625) von England. Kommentatoren zitieren den Text oft als Beispiel für die metaphysische Dichtung, eine Strömung, die unter anderem von John Donne, George Herbert und Richard Lovelace vertreten wurde.
Das Werk scheint zu zeigen, dass Puritanismus und romantische Liebe selbst im strenggläubigen England von Oliver Cromwell nicht unvereinbar waren.
Andere Interpreten lasen das Gedicht als Parodie auf metaphysische Dichtungen, die von Katholiken verfasst wurden.
Das Gedicht wurde vielfach ins Deutsche übersetzt.

## Text
To His Coy Mistress
Had we but world enough, and time,

This coyness, lady, were no crime.

We would sit down, and think which way

To walk, and pass our long love's day.

Thou by the Indian Ganges' side

Shouldst rubies find; I by the tide

Of Humber would complain. I would

Love you ten years before the flood,

And you should, if you please, refuse

Till the conversion of the Jews.

My vegetable love should grow

Vaster than empires, and more slow;

An hundred years should go to praise

Thine eyes, and on thy forehead gaze;

Two hundred to adore each breast,

But thirty thousand to the rest;

An age at least to every part,

And the last age should show your heart.

For, lady, you deserve this state,

Nor would I love at lower rate.

But at my back I always hear

Time's winged chariot hurrying near;

And yonder all before us lie

Deserts of vast eternity.

Thy beauty shall no more be found,

Nor, in thy marble vault shall sound

My echoing song; then worms shall try

That long-preserved virginity,

And your quaint honour turn to dust,

And into ashes all my lust:

The grave's a fine and private place,

But none, I think, do there embrace.

Now therefore, while the youthful hue

Sits on thy skin like morning dew,

And while thy willing soul transpires

At every pore with instant fires,

Now let us sport us while we may,

And now, like amorous birds of prey,

Rather at once our time devour

Than languish in his slow-chapped power.

Let us roll all our strength and all

Our sweetness up into one ball,

And tear our pleasures with rough strife

Thorough the iron gates of life.

Thus, though we cannot make our sun

Stand still, yet we will make him run.